# Siri
（語音解析及辨識介面）是一款內建在蘋果iOS系统中的人工智能助理軟體。此軟體使用自然語言處理技術，使用者可以使用自然的對話與手機進行互動，完成搜尋資料、查詢天氣、設定手機日曆、設定鬧鈴等許多服務。“Siri”一詞在挪威語中它的意思是「帶領你走向勝利的美麗女神」。
Siri公司建立於2007年。起初Siri只是iOS平台中的一个應用程式，并同时在黑莓与Android平台提供Siri软件，但在蘋果公司於2010年4月28日收購了Siri公司並重新開發後，Siri成為了蘋果裝置的內建軟體，並只允许在iOS、macOS中執行。
Siri可用於：iPhone 4S、iPhone 5、iPhone 6、iPhone 7、iPhone 8、iPhone X、iPhone XS、iPhone XR、iPhone 11，iPhone 12、iPhone 13、iPhone 14、iPhone 15系列、iPod touch（第五代）及更新機型、iPad（第三代）及更新機型、iPad mini及更新机型、iPad Air及更新機型、iPad Pro及更新機型、 Apple Watch及更新機型、MacBook（2009年稍晚）及更新機型、iMac（2009年稍晚）及更新機型、MacBook Air（2010年）及更新機型、MacBook Pro（2010年）及更新機型、Mac Mini（2010年）及更新機型、 Mac Pro（2010年）及更新機型以及苹果于2018年推出的智能音箱HomePod，
2019年8月底，蘋果公司因為允許第三方合約人，聆聽用戶無意的錄音（例如人类性行为的聲音）而道歉。然而，蘋果公司在10月底，繼續允許人檢閱用戶的錄音。

## 建立
Siri 起初是美國國防部其下國防高等研究計劃署的研究計畫，定位為國家級的虛擬語音助理（原本甚至有可能變成 Android 智慧型手機的預設功能，不過最後在蘋果的介入之下賣給了蘋果公司）。Siri公司建立于2007年，创始人有Dag Kittlaus（任CEO），Adam Cheyer（任高级工程副总裁），及Tom Gruber（任CECTO和高级设计副总裁）；SRI国际公司的Norman Winarsky也参与了Siri公司的成立。在2008年10月13日，Siri公司宣布由Menlo Ventures 和Morgenthaler Ventures主导的第一轮融资已经达到了850万美元。而後苹果公司在2010年4月28日完成了对Siri公司的收购。

## iOS、Android及黑莓中的應用程式
在苹果公司收购Siri公司之前，Siri是iOS的App Store 中的一个应用，同時也在黑莓平台（Blackberry）与 Android平台進行开发；但在苹果完成了对Siri公司的收购后，2010年4月28日，Siri从 App Store中下架，并取消了所有除iOS平台外的软件研发。

## 第三方移植
因為Siri僅支援特定iPhone、iPad及iPod Touch機種，因此許多駭客針對此開發了一系列擬Siri的軟體。2011年10月29日，一Siri的开发員Steven Troughton Smith成功将Siri移植到iPhone 4上。此版Siri因為無法與Apple的伺服器連線，只能显示Siri界面，并不能完成语音命令，但仍可透過連上個人伺服器或iPhone 4S的金鑰啟用。在Apple推出iOS5.0.1後，被駭客發現可利用其未加密韌體內的Siri檔案移植Siri至非iPhone 4S機種的可能性，於是Siri的三位開發員Steven Troughton Smith，Chpwn和Ryan合力推出Spire，供已越獄的iOS5.0裝置使用。

## Apple Intelligence功能
苹果公司在2024年6月11日举办的WWDC24末尾发布Apple Intelligence功能，该功能伴随同年10月发布的iOS/iPadOS 18.1和macOS Sequoia 15.1正式推出。
启用Apple Intelligence后，Siri拥有新的用户界面，用户将可以通过键入方式和Siri对话。根据苹果公司的介绍，Siri后续还将具备屏幕感知能力，可在各类应用程序中进行操作。
最初Apple Intelligence仅支持英文，到iOS 18.4支持多语言，包括简体中文、日文、韓文、法文、西班牙文等語言。此外，Apple Intelligence也對英文進行了新加坡和印度的本地化。

## 爭議

### 梁振英被惡搞
梁振英在2018年3月下旬持續「狙擊」《蘋果日報》的廣告商一事，中文維基百科的梁振英條目多次被IP用戶破壞，其生平被多次加上不實的逝世日期，也導致Siri一度誤認為梁振英已逝世。